# Pandémie de Covid-19 en Papouasie-Nouvelle-Guinée
La pandémie de Covid-19 atteint la Papouasie-Nouvelle-Guinée en mars 2020. En date du 22 juin 2021, le pays compte 17 079 personnes identifiées comme ayant été contaminées, dont 173 morts et 444 cas actifs, mais les chiffres réels, impossibles à estimer, sont beaucoup plus élevés. Les huit premières personnes atteintes, en mars et avril, sont toutes guéries début mai au plus tard. Une seconde vague de contaminations, bien plus importante, atteint le pays en juin, et les premiers décès ont lieu en juillet. Le nombre de contaminations s'accélère en février 2021, dû principalement aux communautés transfrontalières le long de la frontière avec l'Indonésie, difficile à contrôler, puis poursuit son accélération en mars 2021.
La propagation rapide du virus au sein de la population début 2021 est aggravée par la désinformation sur la pandémie de Covid-19 qui circule sur les réseaux sociaux. De nombreuses personnes ne croient pas en l'existence ou en la gravité du virus et refusent d'appliquer les comportements-barrière ; beaucoup refusent également les vaccins. La mort de personnes atteintes de la Covid-19 est parfois attribuée à la sorcellerie, provoquant des actes violents de vengeance contre de présumés sorciers. De nombreux personnels de santé étant atteints par la maladie et les hôpitaux étant débordés, la propagation de la Covid-19 rend par ailleurs plus difficile la lutte contre d'autres maladies infectieuses très présentes dans le pays, telles que la tuberculose et la malaria.

## Premières mesures
Durant le courant du mois de janvier 2020, le gouvernement annonce des vérifications sur les passagers en provenance de Chine continentale, mais cette annonce est peu suivie d'effet. Le 28 janvier, le ministre de l'Immigration Westly Nukundj annonce que la Papouasie-Nouvelle-Guinée refoulera désormais tout arrivant dont le port d'origine se trouve en Asie. Dans le même temps, la Papouasie-Nouvelle-Guinée ferme jusqu'à nouvel ordre sa frontière terrestre avec l'Indonésie. Le ministère de la Santé fait valoir que des mesures drastiques sont nécessaires car le pays, pauvre et sous-développé, est mal équipé pour faire face à une pandémie.
Le 19 mars, le pays suit l'exemple de l'Australie et de la Nouvelle-Zélande et interdit l'accès à son territoire national à toute personne qui n'est ni citoyenne, ni résidente permanente, à compter du 21 mars, faisant exception pour les médecins et conseillers étrangers pouvant aider le pays à lutter contre le virus.
| Cas de Covid-19 recensés en Papouasie-Nouvelle-Guinée | Cas de Covid-19 recensés en Papouasie-Nouvelle-Guinée | Cas de Covid-19 recensés en Papouasie-Nouvelle-Guinée | Cas de Covid-19 recensés en Papouasie-Nouvelle-Guinée | Cas de Covid-19 recensés en Papouasie-Nouvelle-Guinée |
| ----------------------------------------------------- | ----------------------------------------------------- | ----------------------------------------------------- | ----------------------------------------------------- | ----------------------------------------------------- |
|                                                       | décès guérisons cas actifs                            |                                                       |                                                       |                                                       |
| Date                                                  |                                                       |                                                       | Nombre de cas                                         |                                                       |
| 20 mars 2020                                          | 0†                                                    |                                                       | 1                                                     | 1                                                     |
| 7 avril 2020                                          | 0†                                                    |                                                       | 2                                                     | 2                                                     |
| 16 avril 2020                                         | 0†                                                    |                                                       | 7                                                     | 7                                                     |
| 17 avril 2020                                         | 0†                                                    |                                                       | 7                                                     | 7                                                     |
| 23 avril 2020                                         | 0†                                                    |                                                       | 8                                                     | 8                                                     |
| 30 avril 2020                                         | 0†                                                    |                                                       | 8                                                     | 8                                                     |
| 3 mai 2020                                            | 0†                                                    |                                                       | 8                                                     | 8                                                     |
| 20 juin 2020                                          | 0†                                                    |                                                       | 9                                                     | 9                                                     |
| 24 juin 2020                                          | 0†                                                    |                                                       | 10                                                    | 10                                                    |
| 26 juin 2020                                          | 0†                                                    |                                                       | 11                                                    | 11                                                    |
| 19 juillet 2020                                       | 1†                                                    |                                                       | 17                                                    | 17                                                    |
| 20 juillet 2020                                       | 1†                                                    |                                                       | 19                                                    | 19                                                    |
| 21 juillet 2020                                       | 1†                                                    |                                                       | 27                                                    | 27                                                    |
| 23 juillet 2020                                       | 1†                                                    |                                                       | 30                                                    | 30                                                    |
| 25 juillet 2020                                       | 1†                                                    |                                                       | 39                                                    | 39                                                    |
| 26 juillet 2020                                       | 1†                                                    |                                                       | 62                                                    | 62                                                    |
| 27 juillet 2020                                       | 2†                                                    |                                                       | 62                                                    | 62                                                    |
| 29 juillet 2020                                       | 2†                                                    |                                                       | 63                                                    | 63                                                    |
| 30 juillet 2020                                       | 2†                                                    |                                                       | 72                                                    | 72                                                    |
| 1er août 2020                                         | 2†                                                    |                                                       | 91                                                    | 91                                                    |
| 2 août 2020                                           | 2†                                                    |                                                       | 110                                                   | 110                                                   |
| 3 août 2020                                           | 2†                                                    |                                                       | 111                                                   | 111                                                   |
| 4 août 2020                                           | 2†                                                    |                                                       | 114                                                   | 114                                                   |
| 5 août 2020                                           | 2†                                                    |                                                       | 153                                                   | 153                                                   |
| 6 août 2020                                           | 3†                                                    |                                                       | 163                                                   | 163                                                   |
| 7 août 2020                                           | 3†                                                    |                                                       | 188                                                   | 188                                                   |
| 9 août 2020                                           | 3†                                                    |                                                       | 214                                                   | 214                                                   |
| 12 août 2020                                          | 3†                                                    |                                                       | 269                                                   | 269                                                   |
| 13 août 2020                                          | 3†                                                    |                                                       | 271                                                   | 271                                                   |
| 15 août 2020                                          | 3†                                                    |                                                       | 323                                                   | 323                                                   |
| 17 août 2020                                          | 3†                                                    |                                                       | 333                                                   | 333                                                   |
| 18 août 2020                                          | 3†                                                    |                                                       | 347                                                   | 347                                                   |
| 19 août 2020                                          | 3†                                                    |                                                       | 359                                                   | 359                                                   |
| 20 août 2020                                          | 4†                                                    |                                                       | 361                                                   | 361                                                   |
| 23 août 2020                                          | 4†                                                    |                                                       | 398                                                   | 398                                                   |
| 24 août 2020                                          | 4†                                                    |                                                       | 401                                                   | 401                                                   |
| 25 août 2020                                          | 4†                                                    |                                                       | 419                                                   | 419                                                   |
| 28 août 2020                                          | 5†                                                    |                                                       | 453                                                   | 453                                                   |
| 29 août 2020                                          | 5†                                                    |                                                       | 459                                                   | 459                                                   |
| 2 septembre 2020                                      | 5†                                                    |                                                       | 471                                                   | 471                                                   |
| 4 septembre 2020                                      | 5†                                                    |                                                       | 479                                                   | 479                                                   |
| 5 septembre 2020                                      | 5†                                                    |                                                       | 488                                                   | 488                                                   |
| 11 septembre 2020                                     | 5†                                                    |                                                       | 508                                                   | 508                                                   |
| 12 septembre 2020                                     | 6†                                                    |                                                       | 510                                                   | 510                                                   |
| 13 septembre 2020                                     | 6†                                                    |                                                       | 511                                                   | 511                                                   |
| 14 septembre 2020                                     | 6†                                                    |                                                       | 516                                                   | 516                                                   |
| 20 septembre 2020                                     | 7†                                                    |                                                       | 526                                                   | 526                                                   |
| 24 septembre 2020                                     | 7†                                                    |                                                       | 531                                                   | 531                                                   |
| 25 septembre 2020                                     | 7†                                                    |                                                       | 532                                                   | 532                                                   |
| 2 octobre 2020                                        | 7†                                                    |                                                       | 540                                                   | 540                                                   |
| 9 octobre 2020                                        | 7†                                                    |                                                       | 550                                                   | 550                                                   |
| 13 octobre 2020                                       | 7†                                                    |                                                       | 575                                                   | 575                                                   |
| 21 octobre 2020                                       | 7†                                                    |                                                       | 583                                                   | 583                                                   |
| 28 octobre 2020                                       | 7†                                                    |                                                       | 589                                                   | 589                                                   |
| 30 octobre 2020                                       | 7†                                                    |                                                       | 590                                                   | 590                                                   |
| 3 novembre 2020                                       | 7†                                                    |                                                       | 597                                                   | 597                                                   |
| 13 novembre 2020                                      | 7†                                                    |                                                       | 600                                                   | 600                                                   |
| 1er décembre 2020                                     | 7†                                                    |                                                       | 669                                                   | 669                                                   |
| 9 décembre 2020                                       | 8†                                                    |                                                       | 720                                                   | 720                                                   |
| 14 janvier 2021                                       | 9†                                                    |                                                       | 833                                                   | 833                                                   |
| 18 janvier 2021                                       | 9†                                                    |                                                       | 835                                                   | 835                                                   |
| 19 janvier 2021                                       | 9†                                                    |                                                       | 843                                                   | 843                                                   |
| 19 janvier 2021                                       | 9†                                                    |                                                       | 867                                                   | 867                                                   |
| 6 février 2021                                        | 9†                                                    |                                                       | 894                                                   | 894                                                   |
| 15 février 2021                                       | 10†                                                   |                                                       | 955                                                   | 955                                                   |
| 22 février 2021                                       | 10†                                                   |                                                       | 1 056                                                 | 1 056                                                 |
| 24 février 2021                                       | 11†                                                   |                                                       | 1 139                                                 | 1 139                                                 |
| 25 février 2021                                       | 12†                                                   |                                                       | 1 228                                                 | 1 228                                                 |
| 28 février 2021                                       | 14†                                                   |                                                       | 1 356                                                 | 1 356                                                 |
| 4 mars 2021                                           | 16†                                                   |                                                       | 1 429                                                 | 1 429                                                 |
| 8 mars 2021                                           | 16†                                                   |                                                       | 1 670                                                 | 1 670                                                 |
| 13 mars 2021                                          | 21†                                                   |                                                       | 2 173                                                 | 2 173                                                 |
| 15 mars 2021                                          | 26†                                                   |                                                       | 2 269                                                 | 2 269                                                 |
| 18 mars 2021                                          | 31†                                                   |                                                       | 2 491                                                 | 2 491                                                 |
| 20 mars 2021                                          | 36†                                                   |                                                       | 3 085                                                 | 3 085                                                 |
| 21 mars 2021                                          | 36†                                                   |                                                       | 3 359                                                 | 3 359                                                 |
| 24 mars 2021                                          | 37†                                                   |                                                       | 3 758                                                 | 3 758                                                 |
| 26 mars 2021                                          | 45†                                                   |                                                       | 5 184                                                 | 5 184                                                 |
| 3 avril 2021                                          | 60†                                                   |                                                       | 6 619                                                 | 6 619                                                 |
| 4 avril 2021                                          | 61†                                                   |                                                       | 7 038                                                 | 7 038                                                 |
| 5 avril 2021                                          | 67†                                                   |                                                       | 7 406                                                 | 7 406                                                 |
| 13 avril 2021                                         | 71†                                                   |                                                       | 8 984                                                 | 8 984                                                 |
| 14 avril 2021                                         | 82†                                                   |                                                       | 9 188                                                 | 9 188                                                 |
| 19 avril 2021                                         | 91†                                                   |                                                       | 9 952                                                 | 9 952                                                 |
| 22 avril 2021                                         | 99†                                                   |                                                       | 10 338                                                | 10 338                                                |
| 24 avril 2021                                         | 102†                                                  |                                                       | 10 602                                                | 10 602                                                |
| 26 avril 2021                                         | 107†                                                  |                                                       | 10 915                                                | 10 915                                                |
| 27 avril 2021                                         | 107†                                                  |                                                       | 10 997                                                | 10 997                                                |
| 28 avril 2021                                         | 115†                                                  |                                                       | 10 997                                                | 10 997                                                |
| 30 avril 2021                                         | 115†                                                  |                                                       | 11 206                                                | 11 206                                                |
| 10 mai 2021                                           | 130†                                                  |                                                       | 12 997                                                | 12 997                                                |
| 20 mai 2021                                           | 154†                                                  |                                                       | 15 042                                                | 15 042                                                |
| 2 juin 2021                                           | 162†                                                  |                                                       | 16 185                                                | 16 185                                                |
| 10 juin 2021                                          | 164†                                                  |                                                       | 16 661                                                | 16 661                                                |
| 22 juin 2021                                          | 173†                                                  |                                                       | 17 079                                                | 17 079                                                |

## Premier malade recensé, et nouvelles mesures
Le 20 mars, le Premier ministre James Marape annonce le premier cas de malade confirmé dans le pays. Il s'agit d'un Australien de 45 ans, ouvrier dans le secteur minier, arrivé en Papouasie-Nouvelle-Guinée depuis l'Espagne et placé en quarantaine à son arrivée puis testé positif au virus durant son confinement à Lae. Le Premier ministre indique que les autorités suivent l'état de santé de dix personnes qui ont été en contact avec le patient. Il encourage les écoles et les églises dans le pays à fermer pour éviter les rassemblements. Le patient est transféré en Australie, et les quinze personnes identifiées comme ayant été en contact avec lui en Papouasie-Nouvelle-Guinée sont testées pour le virus, se révélant toutes ne pas avoir été contaminées. Le gouvernement décrète néanmoins un état d'urgence de deux semaines, restreignant les déplacements et les rassemblements publics. Des campagnes d'information publiques promeuvent la distanciation sociale et le lavage fréquent des mains.
Le 6 avril, un groupe de personnes attaque et pille des commerces tenus par des personnes d'origine asiatique à Lae, leur reprochant la pandémie et donc les mesures de restriction prises dans le cadre de l'état d'urgence.
Le 7 avril, une patiente hospitalisée en isolement en raison d'une « maladie respiratoire grave » dans la province de Nouvelle-Bretagne orientale est révélée comme étant atteinte du virus. Il s'agit d'une citoyenne papou-néo-guinéenne de 40 ans, native de la province et résidant à Kokopo. Le gouvernement annonce que les entrées et sorties de la province seront restreintes pendant trois semaines,. L'apparition du virus suscite l'inquiétude du personnel de santé. Certains membres du personnel de l'hôpital où se trouve la patiente refusent de poursuivre leur travail, faisant valoir le manque de protections. Plus généralement, le pays ne compte que quelque 500 médecins pour plus de sept millions d'habitants. Les hôpitaux, et plus encore les cliniques rurales, manquent grièvement d'équipements ; des cliniques n'ont pas de désinfectants, pas de gants pour le personnel, et manquent de médicaments. Le pays compte quelque 3 000 lits d'hôpital et seulement une quinzaine de respirateurs artificiels. Anticipant une propagation du virus, le gouvernement ouvre le 11 avril un centre de traitement spécialisé à Port Moresby, la capitale.
La Banque mondiale fournit mi-avril quelque PGK 70 M (€ 18 M) pour financer un laboratoire équipé à Port Moresby, des fournitures médicales dont le matériel nécessaire pour d'éventuels patients en soins intensifs, des équipements de protection pour le personnel de santé (dont des masques et des gants), et une campagne d'information et de prévention à la population par télévision, radio, médias sociaux et SMS.

## Nouveaux patients et mesures supplémentaires mi-avril
Le 16 avril, les autorités annoncent que cinq personnes supplémentaires ont été identifiées comme étant contaminées par le virus. L'une, une femme de 42 ans, est une employée du service des douanes à l'aéroport de Port Moresby, chargée de tester les personnes et les biens entrant dans le pays. Trois des autres personnes atteintes sont un homme, une femme et un garçon âgé de 12 ans dans la province de l'Ouest, tous trois membres de communautés transfrontalières à la frontière entre l'Indonésie et la Papouasie-Nouvelle-Guinée ; ils auraient été contaminés en Nouvelle-Guinée occidentale, du côté indonésien de la frontière, ou bien par des Papous d'Indonésie étant entrés en Papouasie-Nouvelle-Guinée. La cinquième personne testée positive est un homme de 37 ans en Nouvelle-Bretagne orientale, un collègue de la femme déjà hospitalisée pour le virus dans cette province. En réponse à ces nouveaux cas, le gouvernement promet un millier de tests dans la province de l'Ouest et un millier également dans la péninsule de Gazelle en Nouvelle-Bretagne orientale. Toutes les personnes ayant été en contact avec l'employée des douanes à Port Moresby, dont le Premier ministre lui-même, sont ou seront également testées. Le 17 avril, le gouvernement instaure un couvre-feu entre 20h et 6h dans le district de la capitale nationale, dans la province centrale (qui entoure la capitale) et dans la province de l'Ouest, ainsi qu'une interdiction de tout rassemblement public et la fermeture des transports publics dans ces parties du pays,.
L'endiguement de la pandémie est compliquée par la difficulté à contrôler la frontière terrestre du pays avec l'Indonésie, longue de 700 km, à la fois par manque de moyens humains et parce que bon nombre de communautés le long de la frontière ne reconnaissent pas celle-ci, la traversant régulièrement « pour des raisons commerciales et culturelles ». La province indonésienne de Papouasie a recensé cent-vingt-trois cas de personnes contaminées par le virus en date du 24 avril, dont une soixantaine dans les villes de Jayapura et Merauke, proches de la frontière avec la Papouasie-Nouvelle-Guinée. Les autorités papou-néo-guinéennes craignent ainsi une contamination importante par ce biais, et renforcent du mieux possible le contrôle de la frontière.
Le 17 avril, les autorités annoncent que le premier patient, citoyen australien rapatrié en Australie, est guéri.
Le 23 avril, une huitième personne est identifiée comme étant contaminée : une femme de 45 ans dans la province des Hautes-Terres orientales. Elle avait été prise en charge dans un centre médical deux semaines plus tôt, souffrant de fièvre, de douleurs et de difficulté respiratoire. Dans le même temps le chef de l'opposition parlementaire, Belden Namah, demande au gouvernement de lever le couvre-feu, affirmant que la fermeture des lieux de socialisation devrait suffire pour le maintien de la distanciation sociale.
Au 30 avril, le ministère de la Santé indique que quatre des huit patients (dont l'Australien rapatrié) sont guéris. Dans le même temps, le gouvernement annonce qu'un citoyen papou-néo-guinéen identifié comme atteint par le virus alors qu'il se trouvait au Laos, et hospitalisé dans ce pays, est lui aussi guéri.

## Situation en mai
Le 3 mai, le gouvernement annonce que les quatre dernières personnes confirmées comme ayant été atteintes par le virus en sont désormais guéries elles aussi. Seuls deux (dont l'Australien) avaient eu besoin d'être hospitalisées ; les six autres ne présentaient que des symptômes « légers ». Les autorités appellent néanmoins la population à rester vigilante et à continuer de respecter les mesures de précaution, d'autant que la contagion continue de s'étendre dans la région indonésienne de Nouvelle-Guinée occidentale voisine de la Papouasie-Nouvelle-Guinée.

## Situation en juin
Mi-juin, il n'y a pas eu de nouveaux cas détectés, mais l'obligation de quarantaine pour les personnes entrant dans le pays est maintenu, et les autorités estiment que la Papouasie-Nouvelle-Guinée demeure vulnérable.
Le 20 juin, un nouveau cas est révélé. Il s'agit d'un ressortissant étranger résidant à Port Moresby, âgé de 44 ans et arrivé dans le pays en janvier. Il est placé en isolement. L'Australie révèle que l'homme est un citoyen australien, membre des Forces armées australiennes. Il est rapatrié en Australie lorsque son état de santé le permet.
Dans le même temps, les résultats de quelque 10 000 tests anticorps menés à travers le pays suggèrent que quelque 300 personnes ont pu être contaminées par le virus et se remettre de la maladie sous sa forme bénigne, ou ne présenter aucun symptôme, sans avoir su qu'ils l'avaient contractée. 
Un dixième cas est identifié le 24 juin : une soldate papou-néo-guinéenne de 27 ans, vraisemblablement contaminée par le soldat australien,. Le 26 juin, une femme de 26 ans, ayant été en contact de façon répétée avec la dixième patiente, est identifiée à son tour comme étant contaminée.

## Situation en juillet: seconde vague de contaminations, et premiers morts
À la mi-juillet, un foyer de contamination se déclare au Laboratoire central de Santé publique à l'hôpital général de Port Moresby. Les cas identifiés la semaine du 13 juillet portent à 17 le nombre de personnes infectées. Le 19 juillet, une patiente de 48 ans à cet hôpital, atteinte d'un stade avancé de cancer du sein, décède ; l'autopsie révèle qu'elle était atteinte du Covid-19. Elle est la première personne en Mélanésie à mourir de cette maladie, et la première dans l'ensemble des îles du Pacifique autres que certains territoires d'outre-mer américains.
Deux nouveaux cas sont découverts le 20 juillet, tous deux personnel de santé à Port Moresby. Le lendemain, huit personnes supplémentaires dans la capitale sont identifiées comme étant contaminées, portant le total dans le pays de 19 à 27. Parmi ceux-ci, trois adolescents. Le Premier ministre appelle une nouvelle fois ses concitoyens à « réduire leurs activités sociales » afin d'enrayer la propagation du virus. 
Le 23 juillet, le nombre de personnes infectées atteint 30, et les autorités imposent le port du masque sanitaire dans tous les lieux publics à Port-Moresby. Le 25 juillet, le nombre de cas a atteint 39.
Au 26 juillet, le nombre de cas identifiés a atteint 62, et le nombre de personnels de santé contaminés rend davantage difficile le fonctionnement de l'hôpital dans la capitale. Le 27 juillet, un professionnel de santé âgé de 35 ans, atteint du Covid-19, meurt durant son traitement en soins intensifs. Les autorités interdisent tout rassemblement de plus de quinze personnes dans la capitale, pour une durée de deux semaines. Un 63e cas est identifié, cette fois à Lae, le 29 juillet ; il s'agit d'un participant à une conférence médicale. Au 30 juillet, le nombre de cas identifiés dans le pays se monte à 72, dont 54 cas actifs, dont trois patients dans un état critique.

## Situation en août: nette augmentation des cas, et incident diplomatique avec la Chine
Au 1er août, le pays compte 91 cas de personnes contaminées par le virus, dont 51 cas actifs, et toujours deux morts et trois patients dans un état critique. 10 471 personnes ont été testées depuis le mois de janvier et les tests se poursuivent autour des foyers d'infection.
Le 2 août, dix-neuf cas supplémentaires sont identifiés (18 à Port Moresby et un à Lae), portant le total à 110. Il y a 72 cas actifs. Un cas supplémentaire identifié le 3 août porte le total à 111. Le 4 août, il y a 114 cas, dont 62 actifs. L'un des trois nouveaux cas est identifié à Kiunga, près de la frontière indonésienne ; les deux autres, dans la capitale. Le 5 août, il y a 153 cas identifiés, dont 101 actifs. 
Le 6 août, un homme de 62 ans, hospitalisé depuis la veille à Port Moresby, meurt du Covid-19 tandis que dix nouveaux cas sont identifiés, portant le total à 163, dont 109 actifs,. Le 7 août, le chiffre atteint 188. Tous les nouveaux cas sont détectés dans la capitale, à l'exception d'un étudiant de 22 ans arrivé dans la Région autonome de Bougainville depuis Port Moresby. Les autorités nationales interdit les déplacements entre les provinces du pays,. Au 9 août, il y a 214 cas, dont 140 cas actifs.
Le 12 août, il y a 269 cas recensés, dont 191 actifs. Trente-sept des 55 nouveaux cas détectés le sont dans la province de l'Ouest, frontalière de l'Indonésie. Le 13 août, deux nouveaux cas amènent le total à 271. Au 15 août, le nombre de cas se monte à 323, dont 213 cas actifs. Trente-huit des cinquante-deux nouveaux cas proviennent d'un foyer d'infection à la mine d'Ok Tedi dans la province de l'Ouest. Le 17 août, le nombre de cas identifiés atteint 333, dont un premier cas dans la province de la baie de Milne : une jeune femme de 18 ans qui n'a pas récemment quitté le territoire de la province. Au 18 août, il y a 347 cas, dont un enfant de deux ans.
Le 19 août il y a douze nouveaux cas identifiés, tous étant des travailleurs de la mine d'Ok Tedi et asymptomatiques. Le total dans le pays se porte alors à 359, dont 159 cas actifs. Il y a eu plus de 14 400 tests de dépistage à travers le pays. Dans le même temps, alors que le gouvernement australien promet à la Papouasie-Nouvelle-Guinée un accès à un vaccin dès qu'il y en aura un, la Corporation du Groupe métallurgique de Chine, entreprise propriété de l'État chinois et qui opère la mine de nickel de Ramu dans la province de Madang, annonce avoir vacciné quarante-huit employés chinois de la mine avec l'accord du gouvernement chinois. Le gouvernement de Papouasie-Nouvelle-Guinée n'avait toutefois pas été consulté. Les autorités papou-néo-guinéennes réagissent en expliquant ne pas reconnaître la validité du vaccin, et en interdisant l'accès au pays à des employés chinois de la compagnie ayant reçu le vaccin. Elles demandent des explications à l'ambassadeur de Chine, Xue Bing, et rappellent qu'aucun vaccin ne peut être utilisé en Papouasie-Nouvelle-Guinée sans « procédures vigoureuses » connues des autorités de santé du pays, et sans l'approbation de ce vaccin par l'Organisation mondiale de la santé,. Les 48 ouvriers à la mine sont placés en isolement sur ordre du gouvernement papou-néo-guinéen, et le ministre de la Santé Jelta Wong révèle le 24 août que Pékin n'a pas répondu aux deux lettres envoyées par le gouvernement pour demander des explications. Il suggère que l'attitude de la Chine risque de compromettre les relations entre les deux pays.
Le 20 août, deux nouveaux cas sont identifiés, et la mort d'un quatrième patient est annoncée. Il s'agit d'un homme de 72 ans qui s'était présenté à l'hôpital général de Port Moresby en état de « détresse respiratoire sévère », qui se révèle être une infection au Covid-19. Il souffrait par ailleurs de diabète et d'hypertension. Le 23 août, il y a 398 cas. Le 24 août, 401, dont 162 cas actifs,. Au 25 août, le nombre de cas dans le pays se monte à 419.
Au 28 août, il y a 453 cas, et une cinquième personne est décédée du virus. La plupart des nouveaux cas proviennent de la mine d'Ok Tedi, et le nombre de personnes contaminées dans la province de l'Ouest, où se trouve la mine, se porte désormais à 166, plus d'un tiers du total dans le pays. Le nombre de cas dans le District de la capitale nationale a atteint 268, soit près de 60 % du total dans le pays. Le 29 août, il y a 459 cas, dont 162 cas actifs. Les autorités sanitaires dénoncent le manque de tests de dépistage dans certaines provinces, où les autorités locales ne respectent pas les consignes à cet égard et ne permettent ainsi pas une vision d'ensemble de l'étendue de la contamination.

## Situation en septembre
Au 2 septembre il y a 471 cas recensés. Les autorités sanitaires soulignent que plus de la moitié des personnes identifiées comme étant contaminées sont asymptomatiques, et rappellent le risque que des personnes ne présentant pas de symptômes peuvent contaminer leurs proches. Le 4 septembre il y a huit nouveaux cas, tous provenant de la mine d'Ok Tedi, dont sept sont asymptomatiques, portant le total à 479. Le lendemain, neuf cas supplémentaires portent ce total à 488. Les autorités ajustent les chiffres précédents, et annoncent 251 cas actifs et seulement 232 cas de personnes guéries.
Le 11 septembre, le nombre de cas atteint 508, et il y a 261 cas actifs,. Le 12 septembre, une femme de 39 ans est révélée être morte de la maladie, portant le nombre de décès à 6, tandis que deux nouvelles personnes sont identifiées comme contaminées - une femme de 27 ans qui présentait des signes cliniques, et un homme de 26 ans asymptomatique. Le 13 septembre un homme malade, de 42 ans, est confirmé comme étant le 511e cas dans le pays, et le 300e dans le District de la Capitale nationale. Il y a cinq nouveaux cas identifiés le 14 septembre.
Le 20 septembre, les autorités révèlent qu'un homme de 71 ans mort à l'hôpital de Port Moresby était atteint du Covid-19. Il souffrait également d'hypertension et de diabète. Le même jour, neuf nouveaux cas identifiés dans la capitale portent le nombre de cas à 526, dont sept morts,. Au 24 septembre, il y a 531 cas, mais presque toutes les personnes atteintes sont désormais rétablies : Il n'y a plus que huit cas actifs. Un 532e cas, une femme de 21 ans, est identifié le lendemain.

## Situation en octobre
Le 2 octobre, un jeune homme de 17 ans souffrant de douleurs musculaires et de difficulté à respirer est confirmé comme étant la 540e personne atteinte du Covid-19 dans le pays. Le nombre de cas actifs n'est plus que de six.
Le 9 octobre, dix nouveaux cas sont identifiés. Il y a onze cas actifs. Le 13 octobre, le nombre de cas se monte à 575, dont 31 cas actifs, l'un d'eux un enfant de 3 ans. Au 21 octobre, il y a 583 cas, dont 31 cas actifs. Les autorités ont testé plus de 27 000 personnes. Au 28 octobre, il y 589 cas, mais il n'y a plus que sept cas actifs. Le 30 octobre, un nouveau cas porte le total à 590. Huit cas actifs demeurent.

## Situation en novembre
Le 3 novembre, le nombre de cas atteint 597, dont dix cas actifs. Les cinq cas les plus récents présentent tous des symptômes de la maladie, et l'un d'eux, un homme de 30 ans, est le premier cas identifié dans la province de Hela.
Le 13 novembre, le pays enregistre son 600e cas : un garçon de 4 ans en Nouvelle-Bretagne occidentale, asymptomatique mais qui avait été testé en raison de sa proximité avec une personne malade. Le nombre de personnes guéries se monte à 585, et il subsiste donc huit cas actifs.

## Situation en décembre
Au 1er décembre 2020, le pays compte 669 cas, dont 597 soignés. Notant une accélération des nouveaux cas, les autorités déplorent que dans certaines provinces, nombre de personnes s'assemblent en foules sans masques,.
Le 8 décembre, le pays connaît son huitième mort : un homme de 49 ans qui souffrait depuis quatre jours de douleurs abdominales, de maux de tête et de difficultés à respirer. Le lendemain, le nombre de cas dans le pays se monte à 720, dont 76 cas actifs.

## Situation en janvier 2021
Au 14 janvier, après l'identification de dix nouveaux cas tous asymptomatiques, le pays compte 833 personnes ayant été atteintes. 755 sont guéries, neuf sont mortes, et il y a 35 cas actifs,. Au 18 janvier il y a 835 cas, dont 36 cas actifs. Le lendemain, le nombre de cas se porte à 843, dont 34 cas actifs, tandis que les autorités sanitaires déplorent que l'obligation de port de masque en intérieur n'est très souvent pas respectée. Au 30 janvier, il y a 867 cas, dont 30 actifs.

## Situation en février 2021: nette augmentation des cas
Le 6 février, le nombre de cas se porte à 894. Le virus se répand désormais particulièrement en Nouvelle-Bretagne occidentale, le ministère de la Santé reprochant à la population de la province de ne pas suivre les consignes sanitaires. 
Le 15 février, un homme de 54 ans dans le Sepik oriental est identifié comme étant la dixième personne à mourir du Covid-19 en Papouasie-Nouvelle-Guinée. Souffrant de fièvre, de douleurs à la poitrine et de difficultés à respirer, il s'était présenté à l'hôpital à Lae le 28 janvier, et y est mort le 8 février. Il était atteint d'hypertension de longue date. Au 15 février, le pays compte ainsi 955 cas, dont dix morts.
Au 22 février, le nombre de cas se monte à 1 056, dont 200 cas considérés actifs. Au 24 février, il atteint 1 139, et un onzième mort : un homme de 67 ans hospitalisé à Port Moresby trois jours plus tôt dans un état critique. La plupart des nouveaux cas se trouvent dans la province de l'Ouest et la province de Sandaun, les deux provinces frontalières de la Papouasie indonésienne où le nombre de cas atteint presque 16 700. La frontière demeurant difficile à contrôler, de nombreuses personnes la traversent pour des raisons coutumières. Le 25 février, la mort d'un homme de 63 ans dans le Sandaun porte le nombre de décès à douze, et le nombre de cas atteint 1 228.
Au 28 février, il y a 1 356 cas dont quatorze morts. Il y a eu au total 449 nouveaux cas durant le mois de février, soit un tiers du total depuis l'entrée du virus sur le territoire national.

## Situation en mars 2021: pandémie considérée «hors de contrôle»
Au 4 mars, il y a 1 429 cas, dont seize morts. Au 8 mars, il y a 1 670 cas. Le nombre de guérisons n'est plus publié depuis plusieurs semaines. Parmi les personnes atteintes par la maladie au début du mois se trouve le ministre de la Justice, Bryan Kramer, qui souffre pendant quatre jours de maux de tête et de douleurs musculaires. Il se fait publiquement vacciner à la fin du mois, lorsque commence la campagne de vaccination dans le pays, afin de contribuer à endiguer la désinformation sur la pandémie et sur les vaccins.
La contamination s'accélère, et au 13 mars il y a 2 173 cas, dont désormais 21 morts, et toujours aucune précision quant au nombre de personnes guéries ; le site du gouvernement affiche toujours 846 guérisons, chiffre qui remonte à la mi-février. Au 15 mars, il y a 2 269 cas identifiés, mais le gouvernement estime que le nombre réel est bien supérieur. Le nombre de morts atteint 26. L'hôpital de Port-Moresby annonce être arrivé à saturation, et que des dizaines de ses personnels affectés aux malades de la Covid-19 sont eux-mêmes désormais contaminés,. Au 18 mars, il y a 2 491 cas, et 31 morts. Les autorités sanitaires alertent une nouvelle fois la population quant au manque de respect des règles sanitaires essentielles. Les autorités introduisent alors de nouvelles restrictions : interdiction de voyager entre les provinces du pays ; interdiction de tout rassemblement de plus de dix personnes ; suspension des activités sportives, y compris professionnelles ; fermeture des pubs et des boîtes de nuit ; obligation de porter un masque en intérieur, dans les transports publics et aux marchés ; restriction sur le nombre de personnes dans les bus.
Richard Mendani, député de Kerema au Parlement national, meurt du Covid le soir du 19 mars après un mois d'hospitalisation, à l'âge de 53 ans. Au 20 mars, il y a 3 085 cas identifiés, soit 3,5 fois plus que fin janvier, et 36 morts. Les autorités reconnaissent que les chiffres véritables sont certainement beaucoup plus élevés, moins de 60 000 tests ayant été réalisés depuis le début de la pandémie et près de la moitié des tests à la mi-mars produisant un résultat positif. À Port-Moresby, près de la moitié des femmes venues accoucher dans les hôpitaux, automatiquement testées, se révèlent atteintes du virus. Le Premier ministre James Marape décrit le virus comme étant « hors de contrôle ». 
Au 21 mars il y a 3 359 cas identifiés. Les autorités médicales déplorent le refus d'une partie de la population d'accepter la réalité du risque sanitaire. Le 24 mars, le pays enregistre un 37e décès et le nombre de cas identifiés atteint 3 758.
La désinformation sur la pandémie complique la lutte des autorités contre son expansion. Sur les médias sociaux en Papouasie-Nouvelle-Guinée circulent un grand nombre de messages affirmant que le virus n'existe pas, ou qu'il s'agit d'un complot du gouvernement, ou que boire du thé au citron permet de s'en prémunir, ou que les Papou-Néo-Guinéens auraient une immunité naturelle et n'auraient pas à s'en préoccuper.
Le 26 mars, le nombre de cas identifiés atteint 5 184, avec 45 morts.

## Situation en avril 2021
Le 3 avril, alors que le pays commence une campagne de vaccination au moyen de vaccins fournis notamment par l'Australie, le nombre de cas positifs recensés atteint 6 619, ayant donc doublé en une dizaine de jours, avec 60 morts. Les principaux hôpitaux rapportent que les tests de dépistage atteignent désormais un taux positif de près de 80 %, indiquant que le taux réel de contamination dans le pays est extrêmement élevé. Le gouvernement continue de s'inquiéter de la désinformation circulant sur les réseaux sociaux.
Le 4 avril, le nombre de cas identifiés atteint 7 038, avec un 61e mort. La très grande majorité des décès recensés (49 sur 61) l'ont été dans le District de la capitale nationale, qui concentre d'ailleurs plus de cas (2 998) que toute autre province. Le nombre de cas et d'éventuels morts dans les régions relativement isolées du pays ne peut pas être estimé. 
Le 5 avril, six décès supplémentaires, dont celui d'un homme de 28 ans, portent le total de morts à 67. Le nombre de cas atteint 7 406. En réponse par ailleurs aux interrogations du public, les autorités sanitaires confirment qu'elles ne sont plus actuellement en mesure de comptabiliser le nombre de personnes guéries. L'un des morts du 5 avril est Malcolm Smith, ancien gouverneur de la province des Hautes-Terres orientales. Âgé de 77 ans, il avait été évacué vers un hôpital australien dans un état critique.
Au 13 avril, il y a 8 984 cas identifiés, dont 71 morts. Au 14 avril, ce nombre atteint 9 188 cas, dont 82 morts. Six de ces nouveaux décès sont les premiers à être identifiés dans les Hautes-Terres orientales.
Au 19 avril, il y a 9 952 cas identifiés, dont 91 morts,. Au 22 avril, il y a 10 338 cas, et 99 morts. Un quart des personnels travaillant dans les locaux du Parlement étant atteints par la maladie, le Premier ministre James Marape obtient du président du Parlement, Job Pomat, une suspension du Parlement pour quatre mois. Il évite ainsi une motion de censure que l'opposition souhaitait déposer à son encontre.
Au 24 avril, le total atteint 10 602 personnes, dont 102 morts. Les deux tiers des nouveaux cas sont des personnes démontrant des signes cliniques de la maladie, seuls un tiers étant asymptomatiques. Les autorités sont enfin en mesure de comptabiliser le nombre de guérisons, et indiquent qu'il est de 8 301 personnes. Au 26 avril, il y a 10 915 cas dont 107 morts et 8 773 personnes guéries. Au 27 avril : 10 997 cas, dont 8 943 personnes guéries, sans mort supplémentaire. Au 28 avril, sans nouveau cas identifié il y a désormais 115 morts et 9 147 patients guéris. Au 30 avril, il y a 11 206 cas, dont 9 475 personnes guéries, 1 616 cas actifs et toujours 115 morts. Il y a eu un peu plus de 93 000 tests de dépistage.

## Situation en mai 2021
Au 10 mai, il y a 12 997 cas recensés dont 10 915 personnes guéries et 130 morts. Au 20 mai, il y a 15 042 cas dont 13 826 personnes guéries et 154 morts.

## Situation en juin 2021
Au 2 juin, il y a 16 185 cas dont 15 408 personnes guéries et 162 morts. Au 10 juin, il y a 16 661 cas dont 16 017 personnes guéries et 164 morts. Au 22 juin, il y a 17 079 cas dont 16 480 personnes guéries et 173 morts.

## Situation en novembre 2021: très peu de personnes vaccinées
Au 6 novembre, le pays compte 31 791 cas recensés dont 29 243 personnes guéries, 2 141 cas actifs recensés et 407 morts recensés. Seules quelque 315 000 personnes sont vaccinées, soit environ 3,8 % de la population. Beaucoup de Papou-Néo-Guinéens chrétiens évangélistes perçoivent le vaccin comme étant produit par Satan ; d'autres croient la désinformation circulant sur les réseaux sociaux et qui affirme que le vaccin serait mortel ou bien contiendrait une puce visant à instituer une surveillance de masse. De nombreux autres attribuent la maladie à des actes de sorcellerie, et ne tiennent aucun compte des réalités médicales. Beaucoup de Papou-Néo-Guinéens s'en remettent uniquement à la prière pour faire disparaître la maladie, ou bien sont persuadés que les Mélanésiens ont une immunité naturelle au virus. Beaucoup refusent ainsi de porter un masque barrière, et les équipes médicales proposant la vaccination sont très souvent physiquement agressées dans tout le pays,.